# Space fantasy
Ne doit pas être confondu avec Space opera.
La Space fantasy est un sous-genre littéraire de la science-fiction qui présente des aventures spatiales dans le cadre de mondes merveilleux.

## Définition
La Space fantasy est un sous-genre de science-fiction qui est fortement marqué par l’influence de la fantaisie. Au cadre scientifique habituellement agrémenté de planètes imaginaires et de créatures fantastiques s’ajoutent des marqueurs de fantaisie. Il s’agit généralement d’ajout d’éléments irrationnels, surnaturels ou magiques.

## Œuvres représentatives du genre
Parmi les œuvres représentatives du genre, on peut notamment citer, par ordre chronologique :
- La franchise Dune (depuis 1965)[1] ;
- La franchise Star Trek (depuis 1966)[1] ;
- La franchise Star Wars (depuis 1977)[1] ;
- La trilogie romanesque Les Guerriers du silence (1993-1995) de Pierre Bordage[1].